# Claude Bakadal
Claude Bakadal est un footballeur franco-camerounais né le 19 mars 1976 à Massy. Il évolue au poste d'attaquant. 

## Biographie
Claude Bakadal a joué 48 matchs en 1re division belge sous les couleurs du Royal Excelsior Mouscron et a inscrit 9 buts dans ce championnat.
Il a par ailleurs disputé 40 matchs en 1re division turque, marquant 6 buts dans ce championnat.

## Clubs
- 1982-1983 : Massy  France
- 1983-1997 : ESA Linas-Montlhéry  France
- 1997-1999 : AS Évry  France
- 1999-2000 : Grenoble Foot  France
- 2000-2003 : Royal Excelsior Mouscron  Belgique
- 2003-2004 : Diyarbakirspor  Turquie
- 2004-2005 : Sebatspor  Turquie